# リトアニア・ポーランド・ロシア・ユダヤ人労働者総同盟

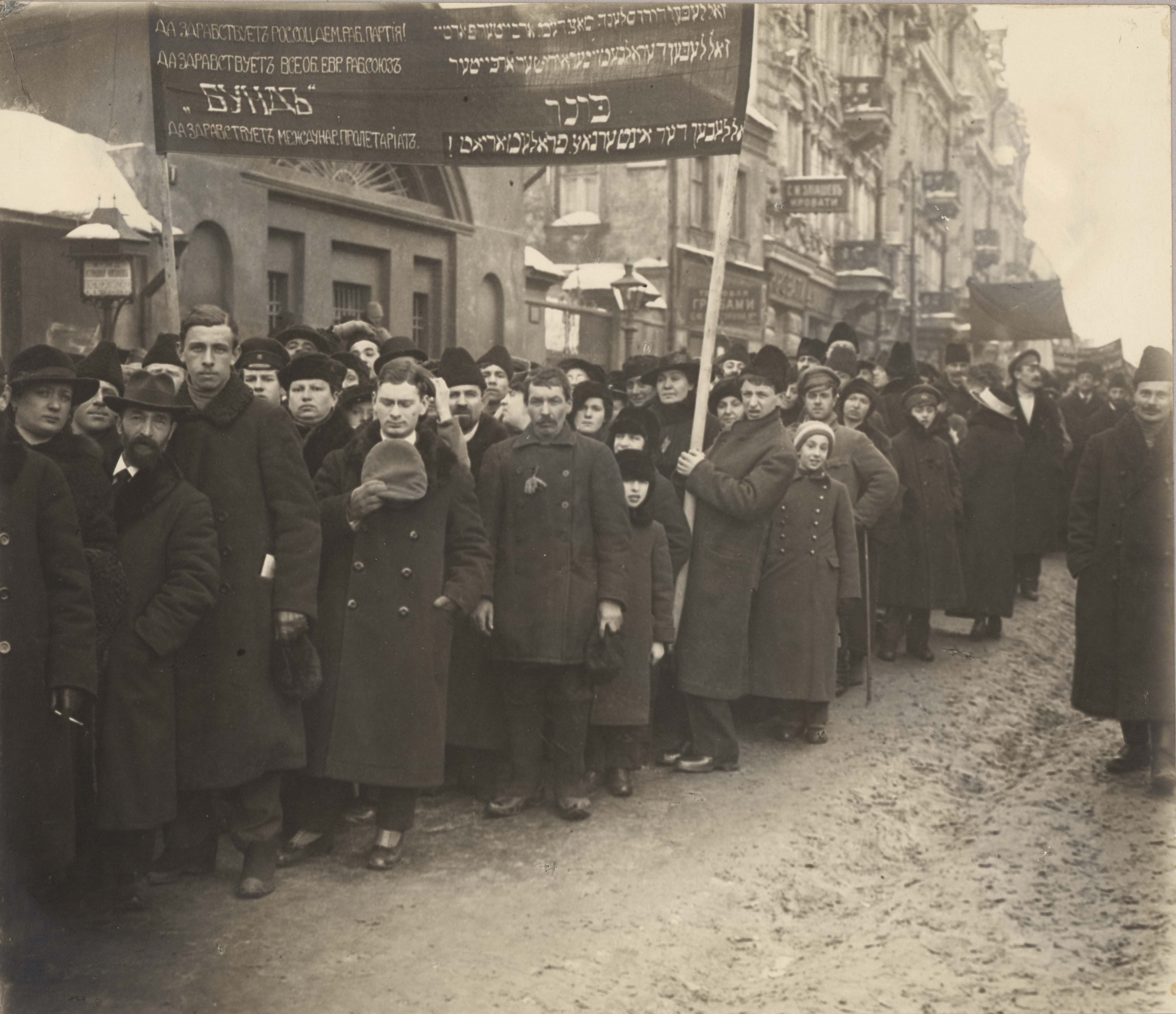
ブンドのデモ行進（1917年）

リトアニア・ポーランド・ロシア・ユダヤ人労働者総同盟（リトアニア・ポーランド・ロシア・ユダヤじんろうどうしゃそうどうめい、イディッシュ語: אַלגעמײַנער ײדישער אַרבעטער בּונד אין ליטע פוילין און רוסלאַנד, ラテン文字転写: Algemeyner Yidisher Arbeter Bund in Lite, Poyln un Rusland、英: General Jewish Labour Bund in Lithuania, Poland and Russia）は、帝政ロシア時代の1897年、ヴィリニュスで結成された、ロシア支配地域におけるユダヤ系住民の社会主義（社会民主主義）団体である。
「ブンド」または「ブント」の略称で知られる。ブンド（בונד）は「同盟」を意味するイディッシュ語の略称・通称である。
「在リトアニア＝ポーランド＝ロシア・ユダヤ人労働者総同盟」や「ユダヤ人労働者総同盟」（General Jewish Labor Union）とも訳される。「ユダヤ人ブンド」「ユダヤ人ブント」とも表記される。

## 沿革

### ロシア革命以前

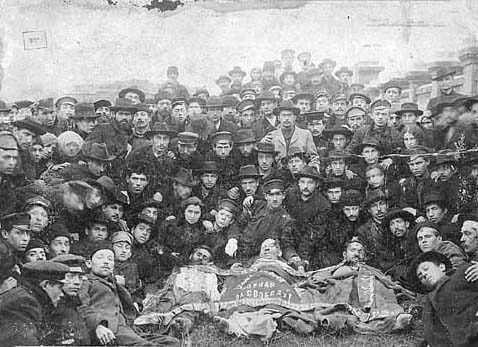
1905年、オデッサでのポグロムに際し殺害された同志の遺体を囲むブンド党員。

1897年、当時ロシア領であったヴィリナ（現在のリトアニア首都・ヴィリニュス）で結成され、当初は主としてリトアニアおよびベラルーシのユダヤ人を組織基盤とした。翌1898年のロシア社会民主労働党結成に大きく貢献し、結党後は同党に合流して組織・出版活動の主力を担う最も有力なフラクションとなり、1903年〜1905年の党員数は25,000〜35,000人に達した。
民族問題に関する立場としては、同時期のユダヤ人運動の主流となりつつあったユダヤ教的あるいは民族的で領土主義的なシオニズムを否定する一方で、ユダヤ人独自の社会民主主義組織の維持に固執する点にあった。そしてブリュン綱領（1899年）採択以降、独自の民族政策の立案を進めてきたオーストリア社会民主党（もしくはレンナーやバウアーらオーストロ＝マルクス主義者）の影響を受け、1901年のブンド第4回大会ではユダヤ人の民族的独自性の確立と諸民族の非領域的連邦国家の構想を採択した。さらに1903年、社会民主労働党の第2回大会においてブンドは党組織の連邦化を強く主張、多数派と対立して大会をボイコットする事態となった。そして彼らの立場はレーニンやスターリンから民族自決を否定する「文化的民族自治論」として厳しく批判されることになった。
1906年になってブンドは自治的単位として党に復帰し、当時激しさを増していた党内論争においては主としてメンシェヴィキ寄りの態度をとった。ヨーロッパのほとんどの社会主義政党が戦争に協力する城内平和路線を選んだ第一次世界大戦中には、ボリシェヴィキおよびメンシェヴィキとともに戦争反対を掲げるツィンマーヴァルト運動に参加した。

### ロシア革命後
1917年のロシア革命の頃にブンドの党員数は40,000に達していたが、同年末、ポーランドの組織は独自の中央委員会を結成し在ロシア組織から分離した。そしてソヴィエト＝ロシア（ソ連）領地域のブント組織は、政治的にはメンシェヴィキに属しながらユダヤ人の文化的自治を主張したが、ポグロムの激化にともなって1920年代初めに多数派は共産党に合流、あるいは弾圧により消滅に向かっていった。
分離した在ポーランド組織は、同国独立後、内部の親ソ連的傾向やシオニズムとの相克に悩まされながらも社会党左派と提携しながら勢力を伸ばし、1930年後半には組織的絶頂を極めブンド系労働組合員は99,000人に達した（1939年）。しかし第二次世界大戦中のナチス・ドイツによるホロコーストやソ連の弾圧政策によって壊滅的打撃をこうむり、戦後の共産党政権のもとで活動の根を絶たれ、1948年に消滅した。現在はアメリカ合衆国を中心とする国際組織が細々と存続している。